# Campeonato de España de Ciclismo en Ruta 1935
El XXXV Campeonato de España de Ciclismo en Ruta se disputó en Valencia el 22 de septiembre de 1935. La prueba se disputó en formato contrarreloj sobre una distancia de 150 kilómetros.
El ganador de la prueba fue el corredor Salvador Cardona. Mariano Cañardo y Luciano Montero completaron el podio. Este último se quejó a la federación por manipulación de los tiempos ya que lideró todos los parciales pero en el último perdió por más de dos minutos. La realidad es que se batió el récord de velocidad de la prueba.

## Clasificación final
| Pos. | Ciclista            | Equipo | Tiempo    |
| ---- | ------------------- | ------ | --------- |
| 1.   | Salvador Cardona    | -      | 4h 02'30" |
| 2.   | Mariano Cañardo     | -      | a 20"     |
| 3.   | Luciano Montero     | -      | a 2'27"   |
| 4.   | Juan Bautista Salom | -      | a 6'19"   |
| 5.   | Diego Cháfer        | -      | a 6'22"   |
| 6.   | Salvador Molina     | -      | a 13'14"  |
| 7.   | Antonio Montes      | -      | a 24'44"  |
| 8.   | A. Segura           | -      | a 38'10"  |